# 浩然山莊
浩然山莊(英語 ：Horizon Hills)是一個位於馬來西亞柔佛州新山縣的鎮區，由金務地(Gamuda Land)及UEM Land 聯合開發，佔地超過 1,200 英畝。

## 歷史
- 2006年，浩然山莊首次開放，由13個住宅區組成。
- 2006年中期，第一個住宅區“The Gateway”開始建設，並於2009年正式入伙。

## 設施
- 高爾夫鄉村俱樂部:擁有一座 18 洞 72 桿高爾夫球場，佔地 200 英畝（0.81 平方公里）[2]。

## 交通
- 可通過南北大道、士姑來大道和柏伶大道抵達。